# Thermi (Tesalónica)
Thermi (griego: Θέρμη) es un municipio de Grecia perteneciente a la unidad regional de Tesalónica, en la región de Macedonia Central. Según el censo de 2011, tiene una población de 53.201 habitantes.
Actualmente es un suburbio de Salónica. Su población está creciendo, ya que se han instalado bancos, mercados, supermercados, servicios para la ciudadanía, etc.